# Habitatge al Passeig, 3 (Vic)
L'Habitatge al Passeig, 3 és una obra eclèctica de Vic (Osona) protegida com a Bé Cultural d'Interès Local.

## Descripció
Edifici civil. Casa de pisos, entre mitgeres, que consta de PB i tres pisos, àtic i terrassa davant d'aquest. La PB presenta un portal rectangular, el 1er un balcó amb dos portals i els dos següents un balcó i una finestra. La terrassa se sostinguda per modillons i forma una balustrada de pedra artificial. La casa es recoberta amb estuc, imitant la forma de rajols i les llindes són decorades amb esgrafiats amb motius florals. Els balcons presenten baranes de ferro forjat.
L'estat de conservació és bo. Està unit a les dependències de l'hotel Colon que es troba al mateix carrer nº1.

## Història
A principis del S.XVII, per banda de l passeig, s'establiren solars que a poc a poc s'anaven edificant, però la guerra dels Segadors al 1655 entorpí el desenvolupament del pla urbanístic que fou traçat definitivament al S.XVIII per J.Morató.
Aquest edifici es degué construir sobre un antic edifici de l'eixample del barroc. Reforma feta a principis de segle com indica la mateixa construcció datada al 1915. Es un edifici que pertany al modernisme popular, possiblement és obra de J. Comeras.